# LGA 1151
LGA 1151, também conhecido como Socket H4, é um soquete compatível com microprocessadores Intel disponibilizado em duas versões distintas: a primeira revisão suporta os CPUs Skylake e Kaby Lake da Intel, e oa segunda revisão suporta CPUs Coffee Lake exclusivamente.
O LGA 1151 foi projetado para substituir o LGA 1150 (conhecido como Soquete H3). O LGA 1151 possui 1151 pinos salientes para fazer contato com as almofadas do processador. O Fully Integrated Voltage Regulator, ou seja, um regulador de tensão integrado no chip da CPU, introduzido com Haswell e Broadwell, foi novamente movido para a placa-mãe.
A maioria das placas-mãe para a primeira revisão do soquete suporta apenas memória DDR4, um número menor suporta memória DDR3 (L), e o menor número tem slots para DDR4 ou DDR3 (L), mas apenas um tipo de memória pode ser instalado. Alguns têm suporte para UniDIMM, permitindo que qualquer tipo de memória seja colocada no mesmo DIMM, em vez de ter DIMMs DDR3 e DDR4 separados. As placas-mãe do soquete da segunda revisão suportam apenas memória DDR4.
Chipsets para Skylake, Kaby Lake, e Coffee Lake suporta VT-d, Intel Storage Technology, Intel Clear Video Technology, e Intel Wirelles Dispaly Technology (uma CPU apropriada é necessária). A maioria das placas-mãe com o soquete LGA 1151 suportam várias saídas de vídeo (DVI, HDMI 1.4 ou DisplayPort 1.2 - depedendo do modelo). A saída VGA é opcional, pois a Intel abandonou o suporta para esta interface de vídeo a partir do Skylake. HDMI 2.0 (4K a 60Hz) só é compatível com placas-mãe equipadas com o controlador Alpine Ridge Thunderbolt da Intel.
Os chipsets Skylake, Kaby Lake e Coffee Lake não suportam interface PCI convencional legada; entretanto, os forncedores de placas-mãe podem implementá-lo usandos chips externos.

## Dissipador de calor
Os 4 orifícios para fixação do dissipador de calor na placa-mãe são colocados em um quadrado com comprimento lateral de 75 mm para os soquetes Intel LGA 1156, LGA 1155, LGA 1150, LGA 1151 e LGA 1200. As soluções de refrigeração devem, protanto, ser intercambiáveis.

## LGA 1151 revisão 1

### Suporte memória DDR3
A Intel declara oficialmente que os controladores de memória integrados (IMC) de Skylake e Kaby Lake suportam módulos de memória DDR3L classificados apenas em 1,35V e DDR4 em 1,2V, o que levou à especulação de que volstagens mais altas de módulos DDR3 poderiam danificar ou destruir o IMC e o processador. Enquanto isso, ASRock, Gigabyte e Asus garantem que suas placas-mãe Skylake e Kaby Lake DDR3 suportam módulos DDR3 classificados em 1,5 e 1,65V.

### Chipsets Skylake (série 100 e série C230)
|                                                              |                                                              | H110 | B150 | Q150 | H170 | C236 | Q170 | Z170 |
| ------------------------------------------------------------ | ------------------------------------------------------------ | --- | --- | --- | --- | --- | --- | --- |
| Overclocking                                                 | Overclocking                                                 | CPU (via BCLK apenas; pode ser desativado em novas placas-mãe e versões do BIOS) + GPU + RAM (limitado)                                                                     | CPU (via BCLK apenas; pode ser desativado em novas placas-mãe e versões do BIOS) + GPU + RAM (limitado)                                                                     | CPU (via BCLK apenas; pode ser desativado em novas placas-mãe e versões do BIOS) + GPU + RAM (limitado)                                                                     | CPU (via BCLK apenas; pode ser desativado em novas placas-mãe e versões do BIOS) + GPU + RAM (limitado)                                                                     | CPU (via BCLK apenas; pode ser desativado em novas placas-mãe e versões do BIOS) + GPU + RAM (limitado)                                                                     | CPU (via BCLK apenas; pode ser desativado em novas placas-mãe e versões do BIOS) + GPU + RAM (limitado)                                                                     | CPU (multiplicador + BCLK) + GPU + RAM |
| Compatível com CPUs Kaby Lake                                | Compatível com CPUs Kaby Lake                                | Sim, após uma atualização do BIOS«MSI and Asus update motherboards with Kaby Lake support». KitGuru (em inglês). 6 de outubro de 2016. Consultado em 26 de setembro de 2021 | Sim, após uma atualização do BIOS«MSI and Asus update motherboards with Kaby Lake support». KitGuru (em inglês). 6 de outubro de 2016. Consultado em 26 de setembro de 2021 | Sim, após uma atualização do BIOS«MSI and Asus update motherboards with Kaby Lake support». KitGuru (em inglês). 6 de outubro de 2016. Consultado em 26 de setembro de 2021 | Sim, após uma atualização do BIOS«MSI and Asus update motherboards with Kaby Lake support». KitGuru (em inglês). 6 de outubro de 2016. Consultado em 26 de setembro de 2021 | Sim, após uma atualização do BIOS«MSI and Asus update motherboards with Kaby Lake support». KitGuru (em inglês). 6 de outubro de 2016. Consultado em 26 de setembro de 2021 | Sim, após uma atualização do BIOS«MSI and Asus update motherboards with Kaby Lake support». KitGuru (em inglês). 6 de outubro de 2016. Consultado em 26 de setembro de 2021 | Sim, após uma atualização do BIOS«MSI and Asus update motherboards with Kaby Lake support». KitGuru (em inglês). 6 de outubro de 2016. Consultado em 26 de setembro de 2021 |
| Compatível com CPUs Coffee Lake                              | Compatível com CPUs Coffee Lake                              | Não | Não | Não | Não | Não | Não | Não |
| Suporte de memória                                           | Suporte de memória                                           | DDR4 (max. 32 GB total; 16 GB por slot) ou DDR3(L) (max. 16 GB total; 8 GB por slot)                                                                                        | DDR4 (max. 64 GB total; 16 GB por slot) ou DDR3(L) (max. 32 GB total; 8 GB por slot)                                                                                        | DDR4 (max. 64 GB total; 16 GB por slot) ou DDR3(L) (max. 32 GB total; 8 GB por slot)                                                                                        | DDR4 (max. 64 GB total; 16 GB por slot) ou DDR3(L) (max. 32 GB total; 8 GB por slot)                                                                                        | DDR4 (max. 64 GB total; 16 GB por slot) ou DDR3(L) (max. 32 GB total; 8 GB por slot)                                                                                        | DDR4 (max. 64 GB total; 16 GB por slot) ou DDR3(L) (max. 32 GB total; 8 GB por slot)                                                                                        | DDR4 (max. 64 GB total; 16 GB por slot) ou DDR3(L) (max. 32 GB total; 8 GB por slot)                                                                                        |
| Slots DIMM máximos                                           | Slots DIMM máximos                                           | 2 | 4 | 4 | 4 | 4 | 4 | 4 |
| Máximo de portas USB                                         | 2.0                                                          | 6 | 6 | 6 | 6 | 4 | 4 | 4 |
| Máximo de portas USB                                         | 3.0                                                          | 4 | 6 | 8 | 8 | 10 | 10 | 10 |
| Máxmo de portas SATA 3.0                                     | Máxmo de portas SATA 3.0                                     | 4 | 6 | 6 | 6 | 6 | 6 | 6 |
| Configuração do processador PCI Express v3.0                 | Configuração do processador PCI Express v3.0                 | 1 ×16 | 1 ×16 | 1 ×16 | 1 ×16 | 1 ×16; 2 ×8; ou 1 ×8 e 2 ×4 | 1 ×16; 2 ×8; ou 1 ×8 e 2 ×4 | 1 ×16; 2 ×8; ou 1 ×8 e 2 ×4 |
| Configuração PCH PCI Express                                 | Configuração PCH PCI Express                                 | 6 × 2.0 | 8 × 3.0 | 10 × 3.0 | 16 × 3.0 | 20 × 3.0 | 20 × 3.0 | 20 × 3.0 |
| Suporte de exibição independente (portas/portas digitais)    | Suporte de exibição independente (portas/portas digitais)    | 3/2 | 3/3 | 3/3 | 3/3 | 3/3 | 3/3 | 3/3 |
| Suporte SATA RAID 0/1/5/10                                   | Suporte SATA RAID 0/1/5/10                                   | Não | Não | Não | Sim | Intel Rapid Storage Technology Enterprise | Sim | Sim |
| Intel Active Management, Trusted Execution e vPro Technology | Intel Active Management, Trusted Execution e vPro Technology | Não | Não | Sim | Não | Sim | Sim | Não |
| Chipset TDP                                                  | Chipset TDP                                                  | 6 W | 6 W | 6 W | 6 W | 6 W | 6 W | 6 W |
| Litografia de Chipset                                        | Litografia de Chipset                                        | 22 nm | 22 nm | 22 nm | 22 nm | 22 nm | 22 nm | 22 nm |
| Data de lançamento                                           | Data de lançamento                                           | 1 de setembro de 2015 | 1 de setembro de 2015 | Q3'15 | 1 de setembro de 2015 | Q4'15 | 1 de setembro de 2015 | 5 de agosto de 2015 |

### Chipsets Kaby Lake (série 200)
Não existe um chipset Kaby Lake equivalente análogo ao chipset H110. Quatro pistas PCH PCI-E adicionais nos chipsets Kaby Lake estão reservadas para a implementação de um slot M.2 para oferecer suporte à memória Intel Optane. Caso contrário, os chipsets Kabe Lake e Skylake correspondentes são praticamente os mesmos.
Azul claro indica uma diferença entre os chipsets Skylake e Kaby Lake comparáveis.
|                                                              |                                                              | B250                                                                                 | Q250                                                                                 | H270                                                                                 | Q270                                                                                 | Z270                                                                                 |
| ------------------------------------------------------------ | ------------------------------------------------------------ | ------------------------------------------------------------------------------------ | ------------------------------------------------------------------------------------ | ------------------------------------------------------------------------------------ | ------------------------------------------------------------------------------------ | ------------------------------------------------------------------------------------ |
| Overclocking                                                 | Overclocking                                                 | Não                                                                                  | Não                                                                                  | Não                                                                                  | Não                                                                                  | CPU (multiplicador + BCLK) + GPU + RAM                                               |
| Compatível com CPUs Skylake                                  | Compatível com CPUs Skylake                                  | Sim                                                                                  | Sim                                                                                  | Sim                                                                                  | Sim                                                                                  | Sim                                                                                  |
| Compatível com CPUs Skylake                                  | Compatível com CPUs Skylake                                  | Não                                                                                  | Não                                                                                  | Não                                                                                  | Não                                                                                  | Não                                                                                  |
| Suporte de memória                                           | Suporte de memória                                           | DDR4 (max. 64 GB total; 16 GB por slot) ou DDR3(L) (max. 32 GB total; 8 GB por slot) | DDR4 (max. 64 GB total; 16 GB por slot) ou DDR3(L) (max. 32 GB total; 8 GB por slot) | DDR4 (max. 64 GB total; 16 GB por slot) ou DDR3(L) (max. 32 GB total; 8 GB por slot) | DDR4 (max. 64 GB total; 16 GB por slot) ou DDR3(L) (max. 32 GB total; 8 GB por slot) | DDR4 (max. 64 GB total; 16 GB por slot) ou DDR3(L) (max. 32 GB total; 8 GB por slot) |
| Slots DIMM máximos                                           | Slots DIMM máximos                                           | 4                                                                                    | 4                                                                                    | 4                                                                                    | 4                                                                                    | 4                                                                                    |
| Máximo de portas USB                                         | 2.0                                                          | 6                                                                                    | 6                                                                                    | 6                                                                                    | 4                                                                                    | 4                                                                                    |
| Máximo de portas USB                                         | 3.0                                                          | 6                                                                                    | 8                                                                                    | 8                                                                                    | 10                                                                                   | 10                                                                                   |
| Máximo de portas SATA 3.0                                    | Máximo de portas SATA 3.0                                    | 6                                                                                    | 6                                                                                    | 6                                                                                    | 6                                                                                    | 6                                                                                    |
| Configuração do processador PCI Express v3.0                 | Configuração do processador PCI Express v3.0                 | 1 ×16                                                                                | 1 ×16                                                                                | 1 ×16                                                                                | 1 ×16; 2 ×8; ou 1 ×8 e 2 ×4                                                          | 1 ×16; 2 ×8; ou 1 ×8 e 2 ×4                                                          |
| Configuração PCH PCI Express                                 | Configuração PCH PCI Express                                 | 12 × 3.0                                                                             | 14 × 3.0                                                                             | 20 × 3.0                                                                             | 24 × 3.0                                                                             | 24 × 3.0                                                                             |
| Suporte de exibição independente (portas/portas digitais)    | Suporte de exibição independente (portas/portas digitais)    | 3/3                                                                                  | 3/3                                                                                  | 3/3                                                                                  | 3/3                                                                                  | 3/3                                                                                  |
| Suporte SATA RAID 0/1/5/10                                   | Suporte SATA RAID 0/1/5/10                                   | Não                                                                                  | Não                                                                                  | Sim                                                                                  | Sim                                                                                  | Sim                                                                                  |
| Intel Active Management, Trusted Execution e vPro Technology | Intel Active Management, Trusted Execution e vPro Technology | Não                                                                                  | Não                                                                                  | Não                                                                                  | Sim                                                                                  | Não                                                                                  |
| Suporte Memória Intel Optane                                 | Suporte Memória Intel Optane                                 | Sim, requer CPU Core i3/i5/i7                                                        | Sim, requer CPU Core i3/i5/i7                                                        | Sim, requer CPU Core i3/i5/i7                                                        | Sim, requer CPU Core i3/i5/i7                                                        | Sim, requer CPU Core i3/i5/i7                                                        |
| Chipset TDP                                                  | Chipset TDP                                                  | 6 W                                                                                  | 6 W                                                                                  | 6 W                                                                                  | 6 W                                                                                  | 6 W                                                                                  |
| Litografia de chipset                                        | Litografia de chipset                                        | 22 nm                                                                                | 22 nm                                                                                | 22 nm                                                                                | 22 nm                                                                                | 22 nm                                                                                |
| Data de lançamento                                           | Data de lançamento                                           | 3 de janeiro de 2017                                                                 | 3 de janeiro de 2017                                                                 | 3 de janeiro de 2017                                                                 | 3 de janeiro de 2017                                                                 | 3 de janeiro de 2017                                                                 |

## LGA 1151 revisão 2

### Segunda revisão do soquete LGA 1151 para CPUs Coffee Lake
O soquete LGA 1151 foi revisado para as CPUS da geração Coffee Lake e vem junto com os chipsetis da série 300 da Intel. Enquanto as dimensões físicas permanecem inalteradas, o soquete atualizado reatribui alguns pinos reservados, adicionando linhas de alimentação e aterramento para suportas os requisistos de CPUs de 6 e 8 núcleos. O novo soquete também realoca o pino de detecção do processador, quebrando a compatibilidade com processadores e placas-mãe anteriores. Como resultado, as CPUs Coffee Lake de desktop oficialmente não são compatíveis com os chipsets das séries 100 (Skylake original) e 200 (Kaby Lake). Da mesma forma, os chipsets da série 300 oficialmente suportam apenas Coffee Lake e não são compatíveos com as CPUs Skylake e Kaby Lake.
O soquete LGA 1151 rev 2 também é conhecido como "1151-2".

### Chipsets Coffee Lake (série 300 e série C240)
Como com os chipsets Kaby Lake, quatro pistas PCH PCI-E adicionais nos chipsetes Coffee Lake são reservados para a implementação de um slot M.2 para oferecer suporte à memória Intel Optane.
Existe uma versão de 22nm do chipset H310, H310C, que é vendido apenas na China. Placas-mãe baseadas neste chipset também suportam memória DDR3.
|                                                           |                                                           | H310 | B365 | B360 | H370 | C246 | Q370 | Z370 | Z390 |
| --------------------------------------------------------- | --------------------------------------------------------- | --- | --- | --- | --- | --- | --- | --- | --- |
| Overclocking                                              | Overclocking                                              | Não | Não | Não | Não | Não | Não | CPU (multiplier + BCLK) + GPU + RAM | CPU (multiplier + BCLK) + GPU + RAM |
| Compatível com CPUs Skylake/Kaby Lake                     | Compatível com CPUs Skylake/Kaby Lake                     | Não | Não | Não | Não | Não | Não | Não | Não |
| Comapatível com CPUs Coffee Lake(8ª Gereção)              | Comapatível com CPUs Coffee Lake(8ª Gereção)              | Sim | Sim | Sim | Sim | Sim | Sim | Sim | Sim |
| Compatível com CPUs Coffee Lake Refresh (9ª Geração)      | Compatível com CPUs Coffee Lake Refresh (9ª Geração)      | Sim com atualização de BIOS | Sim | Sim com atualização de BIOS | Sim com atualização de BIOS | Sim com atualização de BIOS | Sim com atualização de BIOS | Sim com atualização de BIOS | Sim |
| Suporte de memória                                        | Suporte de memória                                        | DDR4 (max. 32 GB total; 16 GB por slot); As CPUs Coffee Lake de 9ª geração suportam até 64 GB de RAM usando módulos de memória de 32 GB | DDR4 (max. 64 GB total; 16 GB por slot); As CPUs Coffee Lake de 9ª Geração suportam até 128 GB de RAM usando módulos de memória de 32 GB | DDR4 (max. 64 GB total; 16 GB por slot); As CPUs Coffee Lake de 9ª Geração suportam até 128 GB de RAM usando módulos de memória de 32 GB | DDR4 (max. 64 GB total; 16 GB por slot); As CPUs Coffee Lake de 9ª Geração suportam até 128 GB de RAM usando módulos de memória de 32 GB | DDR4 (max. 64 GB total; 16 GB por slot); As CPUs Coffee Lake de 9ª Geração suportam até 128 GB de RAM usando módulos de memória de 32 GB | DDR4 (max. 64 GB total; 16 GB por slot); As CPUs Coffee Lake de 9ª Geração suportam até 128 GB de RAM usando módulos de memória de 32 GB | DDR4 (max. 64 GB total; 16 GB por slot); As CPUs Coffee Lake de 9ª Geração suportam até 128 GB de RAM usando módulos de memória de 32 GB | DDR4 (max. 64 GB total; 16 GB por slot); As CPUs Coffee Lake de 9ª Geração suportam até 128 GB de RAM usando módulos de memória de 32 GB |
| Slotes DIMM máximos                                       | Slotes DIMM máximos                                       | 2 | 4 | 4 | 4 | 4 | 4 | 4 | 4 |
| Máximos de portas USB 2.0                                 | Máximos de portas USB 2.0                                 | 10 | 14 | 12 | 14 | 14 | 14 | 14 | 14 |
| Máximo configuração de portas USB 3.1                     | Gen1                                                      | 4 Portas | 8 Portas | 6 Portas | 8 Portas | 10 Portas | 10 Portas | 10 Portas | 10 Portas |
| Máximo configuração de portas USB 3.1                     | Gen2                                                      | N/A | N/A | Até 4 Portas | Até 4 Portas | Até 6 Portas | Até 6 Portas | N/A | Até 6 Portas |
| Máximo de portas SATA 3.0                                 | Máximo de portas SATA 3.0                                 | 4 | 6 | 6 | 6 | 6 | 6 | 6 | 6 |
| Configuração do processador PCI Express v3.0              | Configuração do processador PCI Express v3.0              | 1 ×16 | 1 ×16 | 1 ×16 | 1 ×16 | 1 ×16; 2 ×8; ou 1 ×8 e 2 ×4 | 1 ×16; 2 ×8; ou 1 ×8 e 2 ×4 | 1 ×16; 2 ×8; ou 1 ×8 e 2 ×4 | 1 ×16; 2 ×8; ou 1 ×8 e 2 ×4 |
| Configuração PCH PCI Express                              | Configuração PCH PCI Express                              | 6 × 2.0 | 20 × 3.0 | 12 × 3.0 | 20 × 3.0 | 24 × 3.0 | 24 × 3.0 | 24 × 3.0 | 24 × 3.0 |
| Suporte de exibição independente (portas/portas digitais) | Suporte de exibição independente (portas/portas digitais) | 3/2 | 3/3 | 3/3 | 3/3 | 3/3 | 3/3 | 3/3 | 3/3 |
| Sem fio integrado (802.11ac)                              | Sem fio integrado (802.11ac)                              | ** | Não | ** | ** | ** | ** | Não | ** |
| Suporte SATA RAID 0/1/5/10                                | Suporte SATA RAID 0/1/5/10                                | Não | Sim | Não | Sim | Intel Rapid Storage Technology Enterprise                                                                                                | Sim | Sim | Sim |
| Suporte para memória Intel Optane                         | Suporte para memória Intel Optane                         | Não | , requer CPU Core i3/i5/i7/i9 | , requer CPU Core i3/i5/i7/i9 | , requer CPU Core i3/i5/i7/i9 | , requer CPU Core i3/i5/i7/i9 ou CPU Xeon E                                                                                              | , requer CPU Core i3/i5/i7/i9 | , requer CPU Core i3/i5/i7/i9 | , requer CPU Core i3/i5/i7/i9 |
| Tecnologia Intel Smart Sound                              | Tecnologia Intel Smart Sound                              | Não | Sim | Sim | Sim | Sim | Sim | Sim | Sim |
| Chipset TDP                                               | Chipset TDP                                               | 6 W | 6 W | 6 W | 6 W | 6 W | 6 W | 6 W | 6 W |
| Litografia do chipset                                     | Litografia do chipset                                     | 14 nm | 22 nm | 14 nm | 14 nm | 14 nm | 14 nm | 22 nm | 22 nm |
| Data de lançamento                                        | Data de lançamento                                        | 2 de abril de 2018 | Q4'18 | 2 de abril de 2018 | 2 de abril de 2018 | 2 de abril de 2018 | 2 de abril de 2018 | 5 de outubro de 2017 | 8 de outubro de 2018 |

** depende da implementação do OEM